# Romillé
Romillé är en kommun i departementet Ille-et-Vilaine i regionen Bretagne i nordvästra Frankrike. Kommunen ligger i kantonen Bécherel som tillhör arrondissementet Rennes. År 2022 hade Romillé 4 154 invånare.

## Befolkningsutveckling
Antalet invånare i kommunen Romillé
Referens:INSEE